# 葉柄

葉の概略図（1–6 が葉）
1. 葉先、2. 中央脈、3. 側脈
4. 葉身、5. 葉縁、6. 葉柄
7. 腋芽、8. 茎

葉柄（ようへい、英語: petiole, leaf stalk）は、植物において葉身と茎を接続している小さな柄状の部分であり、葉を構成する器官の一つである。葉は基本的に葉身、葉柄、托葉の3器官からなり、葉柄は葉身を支え、茎と葉身の間で水、栄養物質、同化物質が移動するための通路として機能している。葉柄はしばしば托葉をもつが、双子葉植物の葉でよく発達し、木本の40%、草本の20%の種が持つとされる。
マメ科などのように向位運動を起こして葉身を日光の方向へ向けたり、葉柄の長さの小さな変化により葉身の向きを変える種もいる。

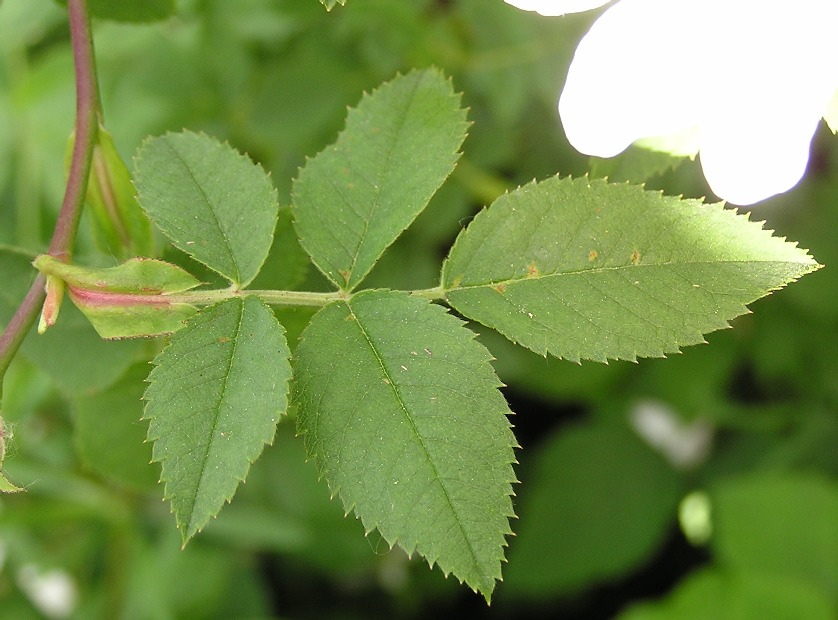
葉柄に托葉を持つイヌバラ （バラ科）の葉。小葉柄は短くほぼ無柄。

複葉では小葉を付ける葉の中心軸は葉軸（ようじく、rachis, rhachis）といい、複葉における小葉の柄は小葉柄（しょうようへい、petiolule）と呼ばれる。

## 形状
葉柄の形は様々で、断面が円形のもの、半円形のもの、向軸側に溝ができるものなどがある。ナンテン Nandina domestica（メギ科）やセリ科では、葉柄の基部が肥大して鞘を作り、腋芽を保護する。葉柄内部の維管束の形は分類群によって様々な型を示し、総じて厚角組織や厚壁組織が発達する。
単子葉類の剣状葉 (ensiform leaf) は葉柄が起源であるとされる（下記偽葉説を参照）。また単子葉類（および真正双子葉類の一部）では葉の下部が茎を抱き、葉鞘（ようしょう、leaf sheath）となっていることが多いが、これは葉柄が拡大した部分であるとも、葉柄と托葉が癒合したものともいわれる。

### 有無
葉柄は全ての葉にあるわけではなく、シラカンバ Betula platyphylla（カバノキ科）のように葉柄がある葉を有柄葉（ゆうへいよう、petiolate leaf）と呼ぶ。それに対し、フデリンドウ Gentiana zollingeri（リンドウ科）やヒャクニチソウ Zinnia elegans（キク科）のように葉柄を欠き、葉身が茎に直接つながっている葉を無柄葉（むへいよう、sessile leaf）と呼ぶ。葉柄がないことを無柄（むへい、sessile）と表現する。
イチョウ Ginkgo biloba（イチョウ科）およびグネツム科を除く裸子植物では無柄であり、ナデシコ属 Dianthus（ナデシコ科）、オトギリソウ属 Hypericum（オトギリソウ科）、リンドウ科、ヤマハハコ属 Anaphalis（キク科）では少なくとも茎生葉は無柄葉となる。
アブラナ Brassica rapa var. oleifera（アブラナ科）のように、無柄で葉身が茎を取り巻くことを茎を抱く、または抱茎する（ほうけいする、amplexicaul）と表現し、そのような葉を抱茎葉（ほうけいよう、amplexicaul leaf）という。抱茎葉を持つことを amplexifoliate と呼ぶ。また無柄葉のうち、キバナノツキヌキホトトギス Tricyrtis perfoliata（ユリ科）のように1枚の葉の葉脚が著しく発達し、茎を挟んで反対側で癒合したり、ツキヌキニンドウ Lonicera sempervirens（スイカズラ科）のように2枚の対生葉の基部が互いに合着し葉身が茎を貫いて見えるものを貫生葉（かんせいよう、perfoliate〈d〉 leaf）やつき抜き葉（つきぬきよう）と呼ぶ。ウグイスカグラ Lonicera gracilipes（スイカズラ科）の徒長枝では、葉柄の基部が繋がり、円盤状となる。更に、葉柄の基部が茎に沿って翼状に下に流れることを沿下する（えんかする、または沿着する、 decurrent）と表現する。

### 長さ

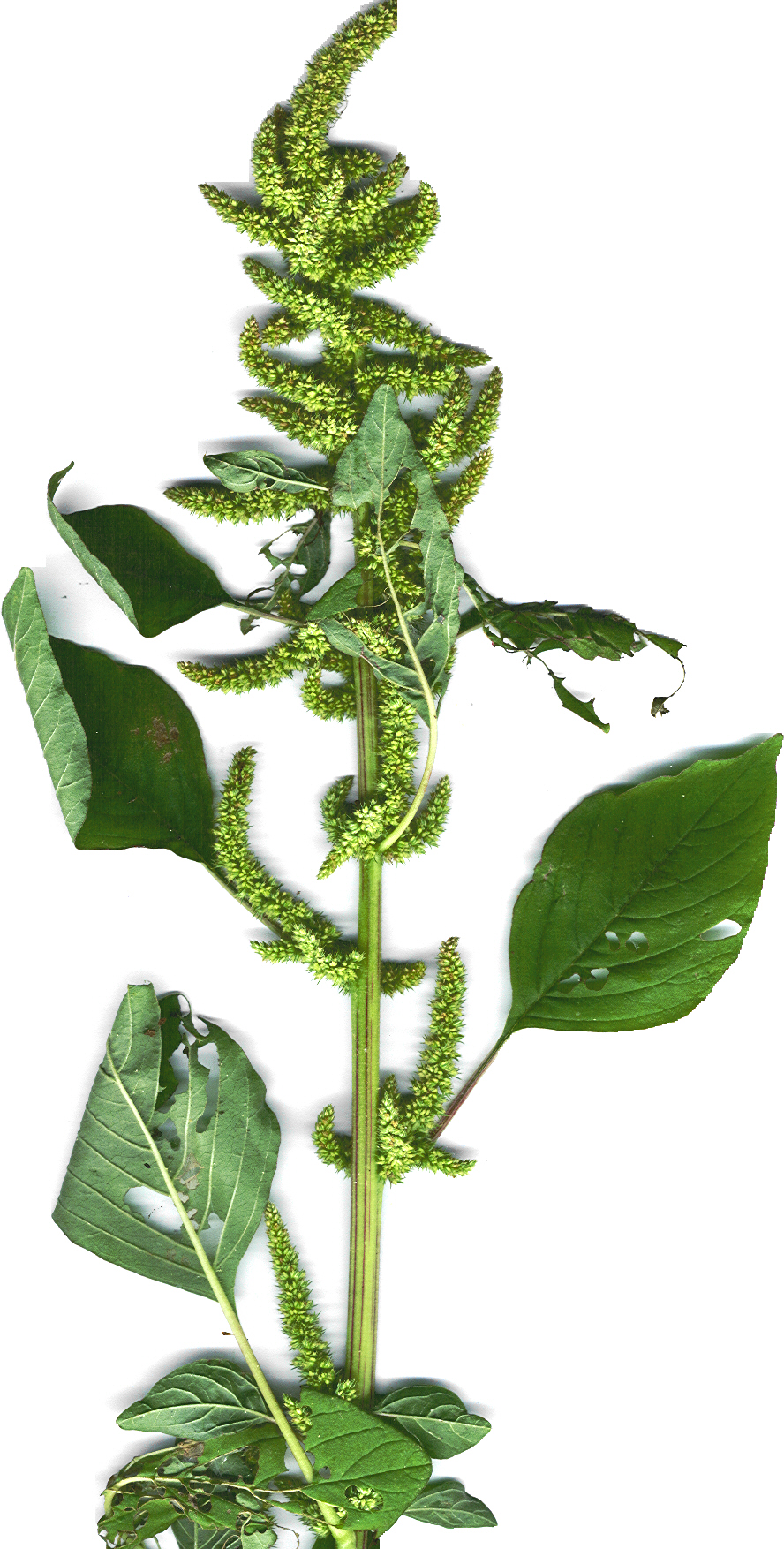
葉柄が長いホソアオゲイトウ （ヒユ科）

葉柄の長さは分類群により様々である。コナラ Quercus serrata（ブナ科）のように葉柄が短いことを短柄（たんぺい）、ホソアオゲイトウ Amaranthus hybridus（ヒユ科）のように葉柄が長いことを長柄（ちょうへい）と表現する。ハコベ属 Stellaria（ナデシコ科）では一つの枝の間で長さが異なることがあり、浮葉植物であるデンジソウ属 Marsilea（薄嚢シダ類デンジソウ科）やコウホネ属 Nuphar（スイレン科）では水深に応じて葉柄の長さが変化する。

### 背腹性
キク Chrysanthemum ×morifolium（キク科）やオオバコ Plantago asiatica（オオバコ科）のように上下に背腹性を生じ、葉柄の外形および内部構造が左右相称である場合は両面葉柄（りょうめんようへい、bilateral petiole, bifacial petiole）という。ハコヤナギ属 Populus（ヤナギ科）の葉は葉身面と直行する扁平な両面葉柄を持つため、微風を受けて細かく振動する。
それに対し、ドクゼリ Cicuta virosa（セリ科）やハウチワマメ Lupinus luteus（マメ科）のように円柱状で両面の区別がなく、放射相称の場合は単面葉柄（たんめんようへい、unilateral petiole, unifacial petiole）と呼ばれる。

## 発生と成長
葉はシュート頂分裂組織から分化した葉原基が成長してできる。葉柄は葉原基のうち、末端の予定葉身と托葉の形成に関わる部分である葉基（leaf base, lower-leaf zone, LLZ）に挟まれた領域からできる。葉原基のうち予定葉柄領域は、BOP（Blade On Petiole）遺伝子群の発現により特徴づけられる。BOP遺伝子群はモデル植物のシロイヌナズナ Arabidopsis thaliana（アブラナ科）において、葉の基部側で葉柄のアイデンティティを確立するのに必要と考えられている転写活性化因子をコードしている。bop1 bop2二重変異体は葉身と葉柄の区別が正しくできない。単純な機能欠損の場合、単独変異体は殆ど表現型を示さないが、単独変異体bop1、bop2はどちらも葉柄であるはずの部位に葉身が形成される。BOP1とBOP2はともに葉基の向軸側に発現し、冗長的に葉柄部での葉身形成を抑制している。
葉柄の成長にはフィトクロムが関わっていることがわかっている。植物が持つフィトクロムは赤色光、遠赤色光に応答する光受容体である。シロイヌナズナでは、そのうち PhyA と PhyB が主要なフィトクロムであるが、構造上 PhyB と類似する PhyD および PhyE も赤色光、遠赤色光に応答し、これらは葉柄成長や節間伸長、花成制御に関わることが知られている。

## 脱離
葉を含む植物器官の脱落は器官脱離 (abscission) と呼ばれ、葉柄の基部近くに位置する離層帯（りそうたい、abscission zone）と呼ばれる特定の細胞層内で起こる。離層帯は器官分離が起こる数ヶ月前から器官発生の過程で形態学的・生化学的に分化する。離層帯は等直径で平らな細胞の単層または複層として形態学的に見分けられる。器官脱離の前に、離層帯の中に離層 (separation layer) ができ、細胞壁が分解されて葉が植物体から脱落する。落葉のタイミングはエチレンとオーキシンの相互作用により制御されている。
落葉したナンテン Nandina domestica（メギ科）では葉柄が枝に残る。ナナカマド Sorbus commixta Hedl. やカマツカ Pourthiaea villosa (Thunb.) Decne.（ともにバラ科）のように、落葉後、葉柄の基部が冬芽の下に残るものもあり、春になると落ちる。

## 葉枕
葉枕（ようちん、英語: pulvinus, leaf cushion）は種子植物において、葉柄または小葉柄の基部（下端部）付近あるいは上端部が関節状に肥大した構造で、膨圧運動を行う。葉褥（ようじょく）とも呼ばれる。葉枕の中心では維管束が集中し、周囲には柔組織が厚く発達し、表面は波打つ。カタバミ属 Oxalis L.、マメ科、ヤマノイモ科の植物が持ち、日光の方向に対する葉身の調位運動や就眠運動（睡眠運動）を行うものが多い。
多くの種では葉の向きの調節は葉枕によって行われている。オジギソウ Mimosa pudica（マメ科）では葉身が刺激を受けると葉枕細胞の透過性が高まり、活動電位が生じ振動傾性運動を起こす。ハウチワマメ Lupinus luteus（マメ科）では、葉は5枚以上の小葉からなり、光受容部位は各小葉の基部に存在する。葉枕には運動細胞があり、この浸透圧の変化によって物理的な力が働き、葉身の向きが変わる。
なお、マツ科のトウヒ属 Picea 及びツガ属 Tsuga では葉柄はないにも拘らず葉の着点の直下の枝の組織が隆起し、これも葉枕と呼ばれるが、睡眠運動は見られない。

### 小葉類における葉枕
石炭紀の化石小葉類、フウインボク Sigillaria やリンボク Lepidodendron（リンボク科）の葉の基部に見られる肥厚部も葉枕と呼ばれる。横断面は菱形または卵形で、葉枕を茎上に残して落ちるため、葉痕を断面に残して茎上に鱗状に配列したまま化石となる。そのため葉序がわかり、葉枕・葉痕の形と相互の位置が重要な分類形質となっている。

## 偽葉
偽葉（ぎよう、英語: phyllode, phyllodium 〈pl. phyllodia〉）は、葉身と葉柄が明瞭に区別できる葉の中で、葉身は退化するか小型になり、代わって葉柄が葉身と同じ働きを行うようになった葉である。仮葉（かよう）とも呼ばれる。個体発生上、葉柄に相当する部分が葉身に類似した形態と生理機能を有するようになっていると考えられているが、葉身の一部が変形したとみる解釈もある。
アカシア属 Acacia（マメ科）では2回羽状複葉の葉身以外に単葉のように見える葉を持つ種があるが、これには平行脈があり、網状脈がないことから偽葉であるとわかる。ソウシジュ Acacia confusa には細長い偽葉があるだけで、葉身は全く発達しない。コア Acacia koa では、偽葉は固く厚くなり、樹木はストレスの多い環境でも生きられるようになる。
カタバミ科のツヤカタバミ Oxalis megalorrhizaでは、葉柄は多肉質で長太く、葉身がごく小さくなり、偽葉である。食虫植物のサラセニア属 Sarracenia（サラセニア科）の捕虫嚢は葉柄が伸長変化したもので、先に小型の葉身がつく偽葉である。しかしミカン属 Citrus（ミカン科）では葉身が大きく明瞭であるため、葉柄にしばしばできる翼は偽葉ではない。

### 偽葉説
偽葉説（ぎようせつ、phyllode theory）は単子葉植物の「葉身」は双子葉植物の葉柄に相同し、真の葉身を欠くとする説である。この説は Arber (1918; 1925)により提唱された。これは上記アカシア属の偽葉に適用されることもあるが、異論もある。Kaplan (1973)はアカシア属 Acacia やセリ科の偽葉と単子葉植物の葉を比較し、確かに発生学上類似しているが、葉身が縮小した結果ではなく、向軸側の表面が背軸側に比べ未分化のままである葉身の形態形成の代替としてできたとしている。
更に Knoll (1948) は、単子葉類の葉身は、'two zone' modelにおける葉基（Unterblatt）に由来すると考え、これを葉基説（ようきせつ、leaf base theory）と称した。Kaplan (1973) も暫定的にこれを支持した。この考え方では、ネギ Allium fistulosum（ヒガンバナ科）の中空の緑色の部分やそれと相同なショウブ Acorus calamus（ショウブ科）やアヤメ Iris sanguinea（アヤメ科）の持つ単面葉は葉柄ではなく双子葉植物の葉身に相同であり、多くの単子葉植物の葉では、その部分は葉身の最先端の尖った部分に相当することになる。

### 註釈
1. ↑  leaf base は葉脚とも訳され、テイツ & ザイガー (2017) ではこちらが使われているが[14]、『岩波生物学辞典』によれば、葉脚 (leaf base) は葉身の基部を表し、葉基 (leaf base) は葉全体の基部を表すという使い分けがなされており、この文脈では葉基に該当する[15]。
2. ↑  Eichler (1861) により提唱されたモデル[26]。被子植物の葉は Unterblatt (hypophyll) と Oberblatt (hyperphyll) の2つに分けられるとする[26]。